# Jürgen Freiwald
Jürgen Freiwald (ur. 9 września 1940 w Husum, zm. w 2014) – niemiecki siatkarz, uczestnik igrzysk olimpijskich, złoty medalista mistrzostw świata i pucharu świata.

## Życiorys
Freiwald był w składzie reprezentacji Niemiec Wschodnich podczas igrzysk 1968 w Meksyku. Zagrał we wszystkich dziewięciu meczach, po których drużyna NRD z sześcioma zwycięstwami i trzema porażkami zajęła 4. miejsce. Tryumfował z reprezentacją na rozgrywanych w jego ojczyźnie pucharze świata 1969 oraz na mistrzostwach świata 1970 w  Bułgarii.
W latach 1967–1972 grał w klubie SC Leipzig, z którym sześciokrotnie wywalczył mistrzostwo kraju. Studiował zarządzanie ogrodnictwem i do czasu zjednoczenia Niemiec zarządzał firmą produkującą mrożone warzywa. Następnie kierował firmą dostarczającą posiłki dla szpitali.